# کوریهواسی
کوریهواسی (به اسپانیایی: Corihuasi) یک کوه در پرو است که در پرو واقع شده‌است. کوریهواسی ۵٬۲۰۰ متر بالاتر از سطح دریا واقع شده‌است.